# 魔界戦記ディスガイア7
『魔界戦記ディスガイア7』（まかいせんきディスガイアセブン）は、日本一ソフトウェアより発売されたゲームソフト。対応プラットフォームはNintendo Switch・PlayStation 5・PlayStation 4・PC（Steam配信）。日本国内では2023年1月28日にSwitch・PS5・PS4版が発売された後、同年9月22日にSteam版が配信。
日本一ソフトウェアが展開するシミュレーションRPG「魔界戦記ディスガイアシリーズ」のナンバリング第7作。シリーズ初となる和風の魔界が舞台となっている。
同年2月2日に4ストーリー、2月16日に3ストーリーの2回に分けて、歴代主人公や仲間たちが登場するオリジナルストーリーを追加ダウンロードコンテンツとして配信した。

## 概要
「武士道」を魔提督オープナーに奪われ、荒んでしまった和風の「日ノ本魔界群」が舞台。はぐれ武士でアンチ武士道な「フジ」と日ノ本オタクの少女で武士道を愛する「ピリリカ」の凸凹コンビが、腐敗した政府「大穢戸幕腐」討伐を目標に伝説の武器「始祖の七振り」を入手するため日ノ本全土を旅する
。
複数の魔界が舞台だった前作・前々作と違い、一つの魔界を掘り下げるディスガイアシリーズの原点帰りを狙っており、前作から導入されたキャラクターの3Dグラフィックは継続している。

## システム

### 新システム
弩デカ魔ックス
キャラクターがステージから飛び出し超巨大化、圧倒的パワーで敵を攻撃する事が出来、ステージ上の巨大な宝箱を開ける事が出来る。ただし敵も弩デカ魔ックスするので注意が必要、味方2体と敵2体の巨大化が可能。
アイテム転生
武器・防具・アクセサリーを転生させて強くする。転生前のアイテムの特性を引き継ぐため、食物を剣に転生させると“食べられる剣”になり、この剣を食べると剣のステータス分HPが回復する。無数の組み合わせからアイテム作成が可能。
神討モード
一部のキャラクターは戦闘により『神討ゲージ』を貯められ、最大まで貯まると、神器の力を解放した強力な『神討モード』になる。神討モードになると能力値が上昇し、特殊なスキルと技が解放される。
ランクバトル
ディスガイアシリーズ初（外伝作品には対戦機能があった）のネット対戦。自分が育成したチームで全国のユーザーとAI対戦が出来る。対戦相手は自分と近いレートから3人がランダムに選出され、その中から一人選び対戦する。チームの強さ以外にAIの設定も重要だが最初のうちは初期AIでも可能。ステージやルールはタームごとに変わるほか、「魔物型のみ」など特殊なルールの期間もある。ランクバトルに負けてもデメリットは無い。
魔界観光
ストーリーを補完する特殊会話を聞けたり、ミニゲームで遊べたりする。色の違うキャラクターに出会えることや「日ノ本武闘大会」というトーナメント戦なども。

### 復活システム
※前作「ディスガイア6」で一度廃止され、今作で復活したシステム。
自動戦闘
前作から制限が入り、「魔ソリン」というコストが必要となったほか、ステージでの報酬をミッション性に変更。自動周回というプレイスタイル以外に「魔ソリン」を使ったスキップ機能も実装され作業感を減らしている。
武器技
“アイテム転生”を活用することにより、例えば槍を持った状態で剣の武器技を使えるようになる。武器技を使える条件は2つあり、ウェポンマスタリーを上げて習得する方法と、例えば「魔拳ビッグバン」の特性を持つ拳武器を転生させて「魔拳ビッグバン」を使えるようにする方法がある。

### 汎用キャラクター
3Dグラフィックになった前作「6」は3Dのノウハウが限定的だったためキャラクター数が22体だったが、今作は2倍以上の45体まで増加。前作の汎用キャラクターは全員続投。また、前作の邪竜族、騎将族、鋏殻族の3体は大サイズ仕様だったが、今作は全キャラクター1マス配置である。
人型キャラクター
- 舞妓《NEW》
- 格闘家 (男)
- 格闘家 (女)
- 戦士 (男)
- 戦士 (女)
- 魔法使い (男)
- 魔法使い (女)
- 僧侶 (男)
- 僧侶 (女)
- 魔法剣士
- アーチャー (男)
- アーチャー (女)
- 忍者 (男)
- 忍者 (女)
- 侍 (男)
- 侍 (女)
- 盗賊 (男)《NEW》
- 盗賊 (女)
- ガンナー (男)
- ガンナー (女)
- 重騎士 (男)
- 重騎士 (女)
- 呪術師
- 天使兵
- 教授
- サイキック
- 機動戦姫

魔物型キャラクター
- プリニー族
- 屍族
- 猪人族
- 魔翔族
- 珍茸族
- 妖霊族
- 寝子猫族
- 妖花族
- 氷棲族
- 夜魔族
- 邪竜族
- 騎将族
- 猫娘族
- 銃魔神族
- 呪眼族
- 鋏殻族
- 死姫族《NEW》
- 巨眼族《NEW》

## あらすじ
日本の戦国時代風な魔界「日ノ本魔界群」には武士が存在するものの武士道は寂れており、魔界を治める大穢戸幕腐は腐敗していて荒廃している。それは魔提督オープナー率いる界軍の来航と「日ノ本デストロイ法度」の制定により、日ノ本は変わってしまったという。日ノ本魔界の文化も伝統もなくなっているという状況を打開すべく、はぐれ武士「フジ」とオタク少女「ピリリカ」が出会い旅をする。

## 登場人物
フジ（声：石川界人）
主人公で「人情アレルギー」と自称する悪魔の武士。勝つためには手段を選ばない戦法をもって「勝てば英雄、負ければ下僕」をモットーとする。あくどい手で金儲けしようとする。
ピリリカ（声：新田ひより）
ワヘイ魔界育ちで日ノ本カルチャーオタクのお嬢様、騙されやすい性善説主義者。実は様々な魔界で有名なアパレル会社の社長である。お金で解決しようとする癖がありフジを雇う。
アオ（声：今泉りおな）
日ノ本各地で破壊活動を繰り返し、『氷牙姫』と呼ばれるお尋ね者。フジを「お父さん」と呼んで慕っている。行動原理はすべてフジのためという健気さがある。
ウェイヤス（声：寺島拓篤）
始祖の七振りの1本である「神杖・説革天下」の一人。ヘタレでナルシストな大穢戸幕府のお飾り将軍。バカキャラだが明るさに救われる。
シーフォー（声：北川里奈）
幕腐関係者からのみ盗みを行う義賊少女で、火薬＆武具マニア。日ノ本魔界群の武器「魔改神器」を収集する。ゆるふわ系なのにハイテンションになるギャップがある。
スイセン（声：河瀬茉希)
幕腐の重鎮「予知奉行」である機械仕掛けの身体の少年兵士で、高い戦闘力を持つ。口調はロボット風。フジ達の会話や展開に流されやすい一面も。
彼岸絶勝斎（声：近藤唯）
最強の剣豪の称号「絶勝斎」を持つフジの剣の師匠。傲岸不遜で傍若無人な戦闘狂で今は槍を極め中。悪魔から恐れられているが、温情深く姉御肌である。
ピーちゃん（声：堀内賢雄）
魔界で一番位の低い悪魔であるプリニー。クリーム色の体色とネコ耳が特徴。ピピリカに幼い頃から仕える秘書で有能。
魔提督オープナー（声：堀内賢雄）
始祖の七振りの一つ「神拳」を持つ軍事組織「界軍」のトップ。全宇宙の悪魔を解放することを目論む。
ニトラ（声：白雪巴）
幕腐からフジにより助けられた天使。目的や行動など謎が多い。

## 評価
レビュー集約サイトのメタクリティックによると概ね好評な84点を獲得、ファミ通のクロスレビューによると平均8.0点とこちらも好評であった。
売上に関しては、ファミ通のパッケージ売上データで18,986本（ Switch：13,094本、 PS4：3,568 本、PS5：2,324本の合計）、その後日本一ソフトウェアからダウンロードと出荷数合わせて5万本とアナウンスがあり、5月12日付けのニュースリリース「業績予想の差異発生関して」では “『魔界戦記ディスガイア 7』の販売本数が当初計画より落ち込んだ” と記載されていた。